# Яроцин (гмина, Яроцинский повет)
Яроцин (пол. Jarocin) — гмина (волость) в Польше, входит как административная единица в Яроцинский повет, Великопольское воеводство. Население — 44 583 человека (на 2008 год).

## Сельские округа
1. Аннаполь
2. Бахожев
3. Цельча
4. Чонщев
5. Домброва
6. Голина
7. Стефанув
8. Хилярув
9. Кадзяк
10. Конты
11. Лущанув
12. Мешкув
13. Осек
14. Потажица
15. Прусы
16. Рошкувко
17. Радлин
18. Рошкув
19. Седлемин
20. Цисвица
21. Тарце
22. Вильчинец
23. Вильковыя
24. Виташице
25. Виташички
26. Закшев

## Соседние гмины
1. Гмина Добжица
2. Гмина Ярачево
3. Гмина Котлин
4. Гмина Козмин-Велькопольски
5. Гмина Нове-Място-над-Вартон
6. Гмина Жеркув